# Bortatycze-Kolonia
Bortatycze-Kolonia – wieś w Polsce, położona w województwie lubelskim, w powiecie zamojskim, w gminie Zamość.
W latach 1975–1998 miejscowość administracyjnie należała do województwa zamojskiego.
Wieś jest sołectwem w gminie Zamość. Według Narodowego Spisu Powszechnego z roku 2011 wieś liczyła 308 mieszkańców.
Wierni Kościoła rzymskokatolickiego należą do parafii św. Bartłomieja Apostoła w Sitańcu.